# Cuse-et-Adrisans
Cuse-et-Adrisans é uma comuna francesa na região administrativa de Borgonha-Franco-Condado, no departamento de Doubs. Estende-se por uma área de 5,42 km². Em 2010 a comuna tinha 297 habitantes (densidade: 54,8 hab./km²).